# Hee Haw
Hee Haw est une ancienne émission de variétés américaine mélangeant musique country et humour. Elle est diffusée de 1969 à 1971 sur le réseau de télévision CBS, puis de 1971 à 1992 sur différentes stations de télévision (incluant les principaux marchés télévision tels que New York, Los Angeles et Chicago) selon le principe de distribution connu sous le nom de syndication. À la différence de l'émission Rowan & Martin's Laugh-In dont Hee Haw s'inspire, Hee Haw est une émission mettant plus l'accent sur la musique, en mettant en avant des artistes de musique country et d'une manière plus générale la culture rurale du Sud des États-Unis.
L'émission est présentée par les chanteurs de country Buck Owens et Roy Clark.